# Эскудеро, Дамиан
Дамиа́н Ариэ́ль Эскуде́ро (исп. Damián Ariel Escudero; родился 20 апреля 1987, Росарио, Аргентина) — аргентинский футболист, полузащитник.

## Карьера

### Клубная
Дамиан Эскудеро — воспитанник клуба «Велес Сарсфилд». Выступал за команду в чемпионате Аргентины с 2005 по 2008 год, после чего продолжил карьеру в Европе, став игроком испанского «Вильярреала».
В Испании полузащитника взял в аренду другой клуб Примеры — «Реал Вальядолид». За новую команду аргентинец дебютировал 13 сентября 2008 года в матче 2-го тура чемпионата против «Атлетико»
.
29 октября того же года Эскудеро забил первый гол за «Вальядолид», поразив ворота Унаи Альбы из «Эркулеса» в матче кубка Испании
.
Сезон 2009/10 футболист провёл в «Вильярреале». Впервые сыграл за команду 17 сентября 2009 года в матче Лиги Европы против софийского «Левски»
.
В первом же матче за «Жёлтую Субмарину» в чемпионате Испании, 29 октября 2009 года Дамиан Эскудеро отдал голевой пас на Нилмара
.
Единственный гол за «Вильярреал» полузащитник забил в ворота Чемы из «Хереса» 14 марта 2010 года
.
Летом того же года Эскудеро вернулся в Аргентину, заключив контракт с «Бока Хуниорс».
За «Боку» футболист дебютировал 9 августа 2010 года. В матче против клуба «Годой-Крус» он вышел на поле в стартовом составе, а за 12 минут до конца встречи уступил место на поле Марсело Каньете
.
Всего в рамках Инисиаль-2010 Дамиан Эскудеро сыграл за «генузцев» 13 матчей и больше за команду не выступал, проведя три последующих года на правах аренды в бразильских клубах.
17 февраля 2011 года, заменив Андре Лиму на 73-й минуте матча кубка Либертадорес с «Ориенте Петролеро», Эскудеро дебютировал за «Гремио»
.
В первом для себя матче Лиги Гаушу, сыгранном 20 марта 2011 года, полузащитник забил гол в ворота «Порту-Алегри». Этот забитый мяч остался для него единственным в пяти матчах турнира, по итогам которого «Гремио» стал вице-чемпионом штата. Выйдя на замену вместо Родолфо в матче против «Коринтианса» 22 мая 2011 года, Эскудеро дебютировал в бразильской Серии А.
Наиболее результативным для полузащитника в 2011 году стал матч против «Атлетико Паранаэнсе», сыгранный 4 сентября. В первом тайме встречи с передачи Дугласа Эскудеро забил свой первый гол в Бразилии, а затем ассистировал Андре Лиме, забившему второй мяч.
В 2012 году Дамиан Эскудеро выступал за «Атлетико Минейро». Став чемпионом Лиги Минейро, аргентинец забил единственный гол в первом матче чемпионата Бразилии—2012 (в ворота Лауро из Понте-Преты).
Всего за клуб из Белу-Оризонти аргентинец сыграл 27 матчей и забил четыре гола.
В 2013 году Эскудеро был арендован «Виторией». В составе клуба футболист выиграл чемпионат штата, а в Серии А сыграл 27 матчей и забил 2 гола. В январе 2014 года бразильский клуб выкупил трансфер полузащитника у «Боки Хуниорс». В 2017 году выступал за «Васко да Гаму».

### В сборной
В 2007 году Дамиан Эскудеро выступал за молодёжную сборную Аргентины. Полузащитник попал в состав команды на чемпионат мира—2007 и сыграл на турнире 1 матч (в рамках группового этапа против сверстников из Панамы).
В 2008 году футболист провёл один матч за сборную игроков не старше 23 лет.

## Достижения
Молодёжная сборная Аргентины
- Чемпион мира среди молодёжи (1): 2007

 «Гремио»
- Вице-чемпион Лиги Гаушу (1): 2011

 «Атлетико Минейро»
- Вице-чемпион Бразилии (1): 2012
- Чемпион Лиги Минейро (1): 2012

 «Витория»
- Чемпион Лиги Баияно (1): 2013
- Вице-чемпион Лиги Баияно (1): 2014